# صقر بني
الصقر البني (الإسم العلميFalco berigora)(بالإنجليزيةBrown falcon)هو صقر يعيش في أستراليا وغينيا الجديدة .

## الإنتشار
يعيش الصقر البني في أستراليا وغينيا الجديدة.

## الوصف

### الحجم
يتراوح طول الصقر البني ما بين 41 إلى 51 سم و طول جناحيه من 88 إلى 115 سم ووزن الذكور يتراوح ما بين 360 إلى 590 غرام أما الإناث من 430 إلى 860 غرام .

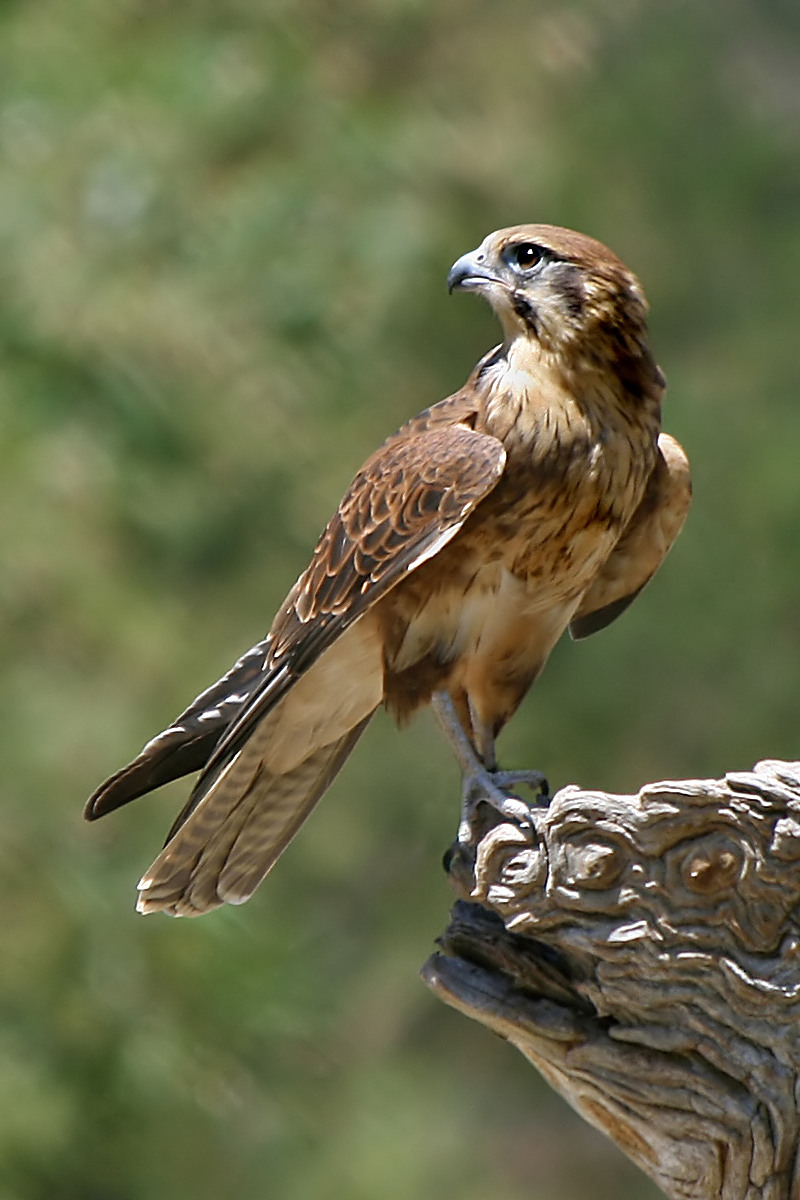

### المظهر
يكون لون هذا الصقر بني محمر ولديه في أجنحته نقط بنية داكنة لون البطن فاتح و لديه ذقن أبيض و بقعة داكنة تحت العينين, قدماه و منقاره رماديان و عينه بنية داكنة .

## الغذاء
يأكل هذا الصقر الثدييات الصغيرة كالفئران والأرانب والطيور كالحمام والزواحف الصغيرة مثل السحالي